# Reinhold Rudbeck (1871–1957)
Reinhold Hugo Josef Rudbeck, född 4 juni 1871 på Edsbergs slott i Sollentuna församling, död där den 2 april 1957, var en svensk friherre och hovman.

## Biografi
Rudbeck avlade hovrättsexamen vid Uppsala universitet 1895 och blev amanuens i finansdepartementet och tjänsteman i domänstyrelsen 1897. År 1901 blev Rudbeck sekreterare i överstyrelsen för Konung Oscar II:s jubileumsfond. År 1908 blev han arkivarie vid Kungl. Maj:ts orden.
Rudbeck blev kammarjunkare 1897, kammarherre och tillförordnad vice ceremonimästare 1905 samt kammarherre vid drottning Victorias hovstat 1908 och ceremonimästare vid kung Gustaf V:s hovstat 1911. År 1912 utnämndes Rudbeck till expeditionschef för Riksmarskalksämbetet och hovexpeditionen och kvarstod som sådan fram till 1930. År 1930 blev Rudbeck förste hovmarskalk hos kungen och innehade den tjänsten fram till 1947. Rudbeck var sedan överstekammarherre 1947–1952.

## Familj

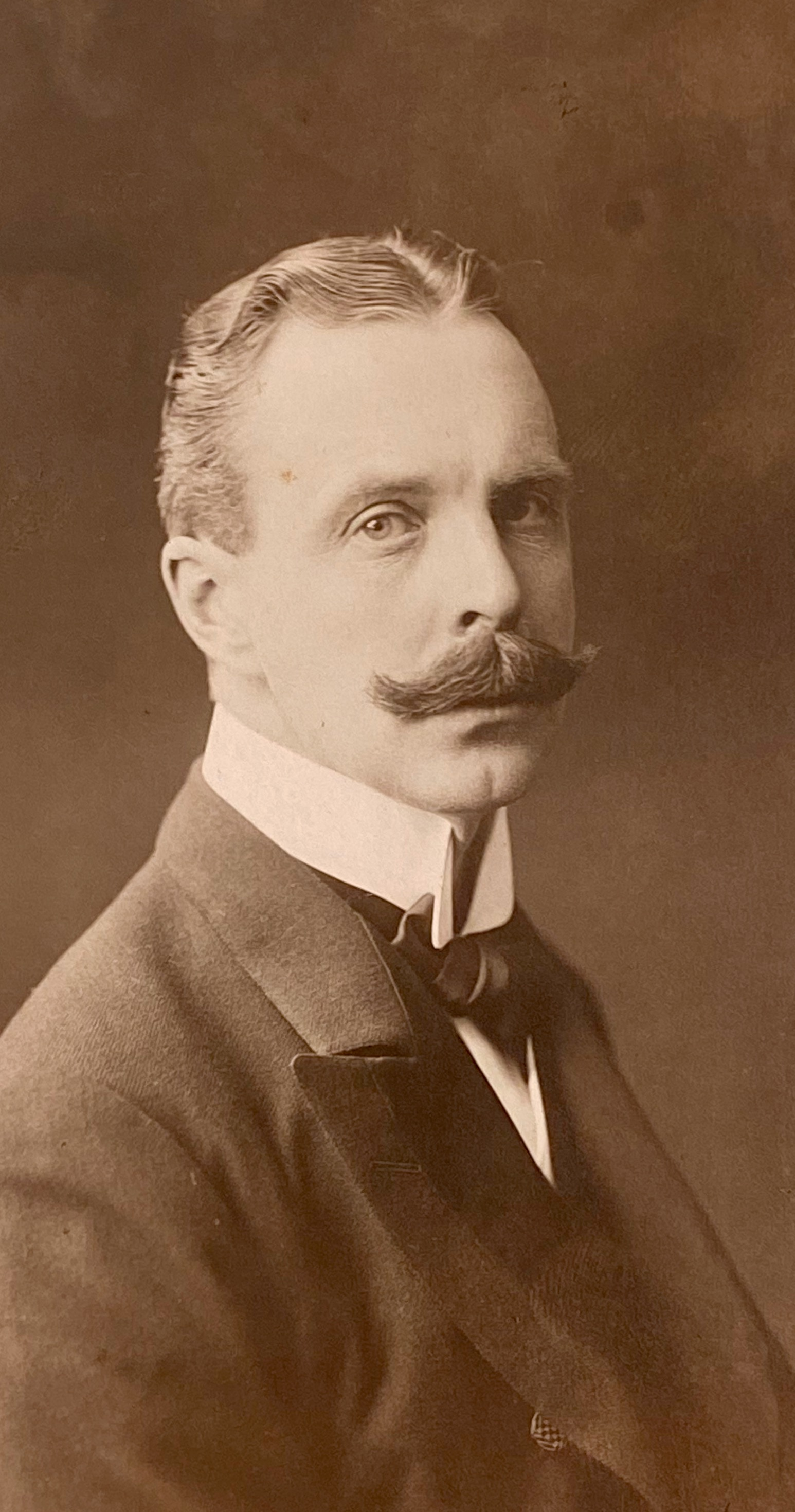
Reinhold Rudbeck (1871–1957) år 1911.

Reinhold Rudbeck tillhörde friherrliga ätten Rudbeck. Han var son till Reinhold Rudbeck (1825–1915). Den yngre Reinhold Rudbeck gifte sig 25 oktober 1902 på Farsta gård med Dagmar Emilia Odelberg (född 20 augusti 1881, död 24 mars 1936 på Edsberg), dotter till Wilhelm Odelberg och Hilma Emilia Godenius. Sonen Reinhold blev även han hovman. Sonen Magnus blev operasångare.

## Utmärkelser

### Svenska utmärkelser
- Konung Oscar II:s och Drottning Sofias guldbröllopsminnestecken, 6 juni 1907.[6][9]
- Konung Gustaf V:s jubileumsminnestecken med anledning av 90-årsdagen, 1948.[11]
- Konung Gustaf V:s jubileumsminnestecken med anledning av 70-årsdagen, 1928.[8]
- Kronprins Gustafs och Kronprinsessan Victorias silverbröllopsmedalj, 20 september 1906.[9][12]
- Innehavare av Konung Gustav V:s minnestecken, 1951.[13]
- Kommendör med stora korset med briljanter av Nordstjärneorden, tidigast 1950 och senast 1955.[11][13]
- Kommendör med stora korset av Nordstjärneorden, 17 november 1931.[14]
- Kommendör av första klassen av Nordstjärneorden, 12 mars 1920.[15]
- Kommendör av andra klassen av Nordstjärneorden, 5 juni 1915.[16]
- Riddare av Nordstjärneorden, 28 april 1909.[9][17]
- Kommendör av första klassen av Vasaorden, 5 november 1926.[18]
- Riddare av första klassen av Vasaorden, 6 juni 1907.[9][19]
- Riddare av Johanniterorden i Sverige, 1924.[9][20][21]
- Konung Gustaf V:s Världspostjubileumsmedalj, 16 augusti 1924.[9]

### Utländska utmärkelser
- Storkorset av Belgiska Kronorden, tidigast 1935 och senast 1940.[22][23]
- Storofficer av Belgiska Kronorden, tidigast 1925 och senast 1928.[21][24]
- Storkorset av Danska Dannebrogorden, tidigast 1931 och senast 1935.[8][22]
- Kommendör av första graden av Danska Dannebrogorden, 1912.[6][9]
- Kommendör av andra graden av Danska Dannebrogorden, 1909.[9]
- Storkorset av Finlands Vita Ros’ orden, tidigast 1935 och senast 1940.[22][23]
- Kommendör av första klassen av Finlands Vita Ros’ orden, 1919.[9][12][20]
- Storkorset av Lettiska Tre Stjärnors orden, tidigast 1928 och senast 1931.[8][24]
- Storkorset av Norska Sankt Olavs orden, tidigast 1928 och senast 1931.[8][24]
- Kommendör av första klassen av Norska Sankt Olavs orden, 16 september 1918.[9][12][20]
- Storkorset av Polska Polonia Restituta, tidigast 1935 och senast 1940.[22][23]
- Storkorset av Spanska Civilförtjänstorden, tidigast 1928 och senast 1931.[8][24]
- Storkorset av Ungerska Förjänstorden, tidigast 1942 och senast 1945.[25][26]
- Kommendör av första klassen av Badiska Zähringer Löwenorden, 1908.[6][9]
- Första klassen av Hohenzollerska husorden, tidigast 1935 och senast 1940.[22][23]
- Storofficer av Nederländska Oranien-Nassauorden, 1922.[9][20][21]
- Storofficer av Nederländska Oranienhusorden, 1924.[9][20][21]
- Kommendör av första klassen av Oldenburgska hus- och förtjänstorden, 1912.[6][9]
- Riddare av andra klassen med kraschan av Ryska Sankt Stanislausorden, 1908.[6][9]
- Kommendör med kraschan av Österrikiska Frans Josefsorden, 1908.[6][9]
- Tredje graden av andra klassen av Kinesiska Dubbla drakorden, 1908.[6][9]
- Andra klassen Osmanska rikets Meschidie-orden, 1908.[6][9]
- Kommendör av Franska Hederslegionen, 1914.[6][9]
- Officer av Franska Hederslegionen, 1908.[9]
- Kommendör av Italienska Sankt Mauritius- och Lazarusorden, 1913.[6][9]
- Riddare av andra klassen av Preussiska Kronorden, 1908.[6][9]
- Kommendör av Brittiska Victoriaorden, 1908.[6][9]
- Första klassen med krigsdekoration av Österrikiska hederstecknet för förtjänster åt Röda Korset, 1916.[9]